# 瞿塘峡
瞿塘峡（くとうきょう）は中華人民共和国の長江本流に位置する峡谷。巫峡（ふきょう）、西陵峡（せいりょうきょう）と並び、三峡を構成する。別名は夔峡（ききょう）。
瞿塘峡は三峡のもっとも上流にあり、西は重慶市奉節県の白帝城から、東は重慶市巫山県の大溪鎮までの区間である。四川盆地の東部では、東西方向に伸びる細長い褶曲山脈が多数平行に走っているが、その山脈のうち高さ1,000mを超える一本を長江本流が北西から東南へ貫通するところが瞿塘峡である。
全長は8kmと三峡の他の峡谷に比べると際立って短いが、その川幅は三峡の中で最も狭く、風景の雄大さは三峡の中でも際立っている。瞿塘峡では長江の幅は広い所で150mを超えず、狭いところでは100mにもならない。この狭い川の北側には赤甲山、南側には白塩山があり、その高さは川面から1,200mに達し、間を通る船を圧迫するような急傾斜が聳え立っている。赤甲・白塩の両山に囲まれた門のような部分を夔門（きもん）と呼ぶが、「夔門天下雄」としてその雄大さは称えられていて、中国の10元紙幣の裏側に図柄としても使われている。2022年に白帝城と共に中国の5A級観光地に認定された。

## 名勝

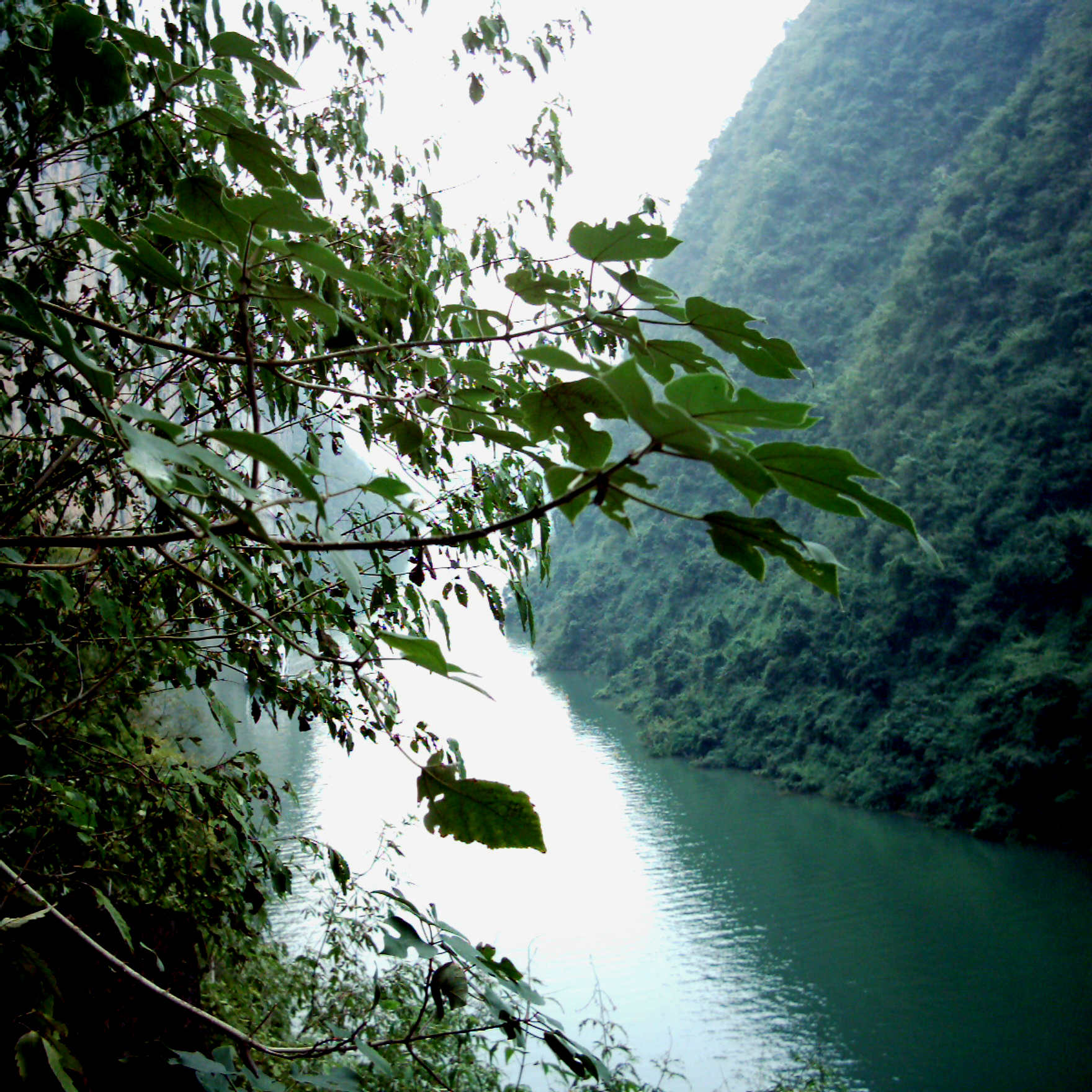
「夔門天下雄」 白帝城付近

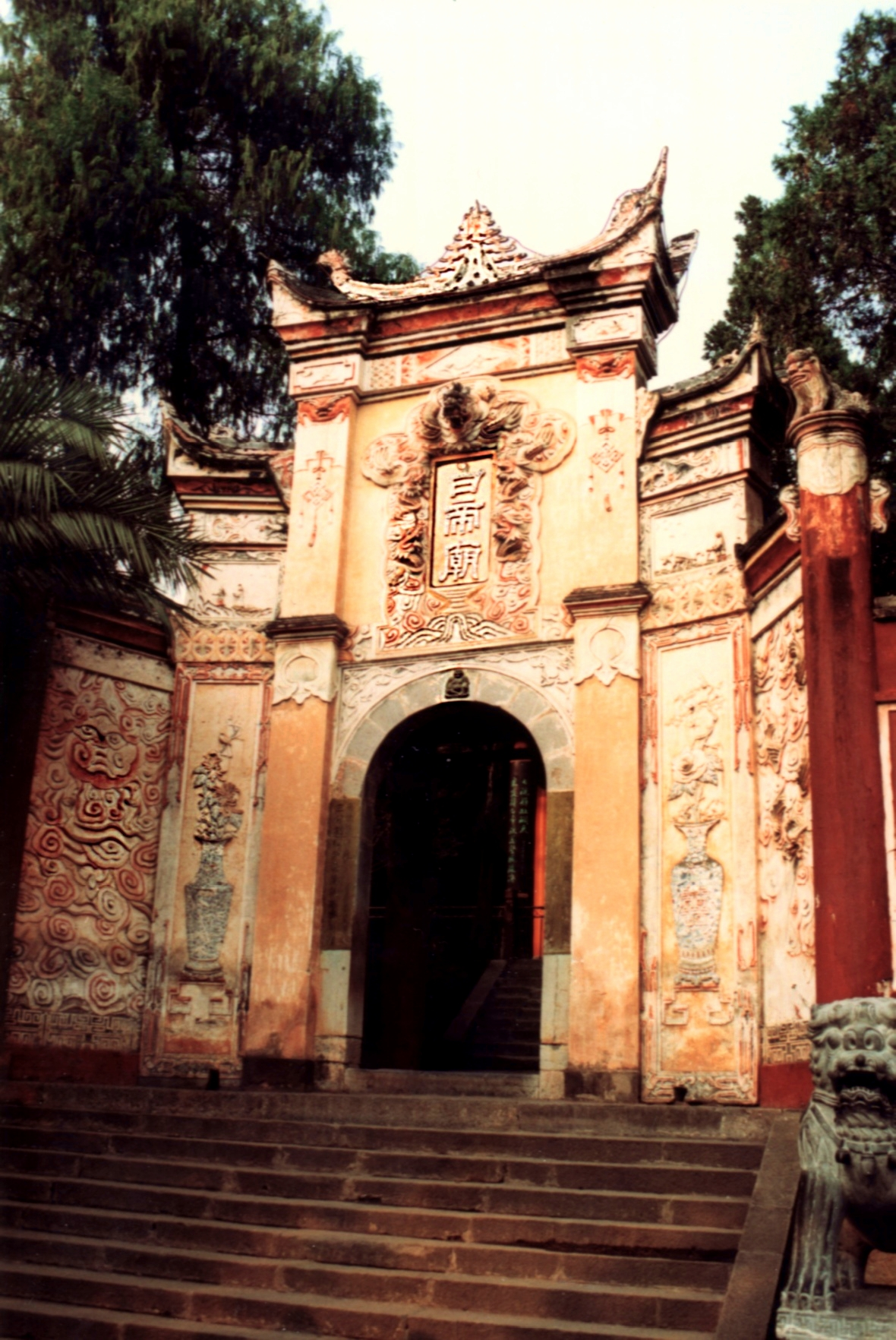
白帝廟

白帝城は長江の北岸にある城で、蜀の劉備が没した地でもある。三方を長江からの高い崖に、残りを山に面する白帝城は、三峡の入口を抑える要害の地である。頂上には白帝廟が建つ。現在は三峡ダムの蓄水により、四方とも長江に面する島になっており、白帝城へ登る長江からの階段も半分は水没した。
分壁墻は長江南岸の白塩山側にある白い石灰岩の崖で、瞿塘峡の入口にあたり、岩には「夔門天下雄」と刻まれている。その他多くの書家らによる文字が刻まれ、最古のものは宋朝にまで遡る。
白塩山の断崖には、川に向かって四角い穴が多く開いている。深さ1mほどの穴はほぼ1mごとに開けられており、崖の面を「之」の字（あるいはZ字状）に登っている。これは「孟良梯」といわれ、三峡の断崖沿いに歩くための梯子道を断崖に設置するために開けられたものであった。穴には柱が挿され、断崖から突き出た柱を階段のように使って登ることができたが、この柱は現存せず穴だけが残っている。断崖を登るように設置された梯子の行き先については、断崖の上に城壁のようなものが残っていることから、城から川へ下りるためのものではないかと推測されている。伝説では北宋時代の武将・孟良が作った穴とされる。孟良は五代十国時代の後漢（こうかん）から北宋にかけて活躍した楊業という武将の部下であった。楊業は戦いに敗れ死んだ後、この地に葬られたが、孟良はその亡骸を取り戻して楊家の故郷に埋葬しようとして、夜中に断崖に穴をあけ梯子を造り登り始めた。崖の上にいた僧が孟良が登ってくるのを見て鶏の鳴きまねをすると、孟良は朝になったと勘違いして逃げてしまった。後に孟良はこの僧を付近の崖から逆さ吊りにしたが、それが「倒吊和尚石」という石になったとされる。倒吊和尚石は断崖から垂れ下がった鍾乳石である。

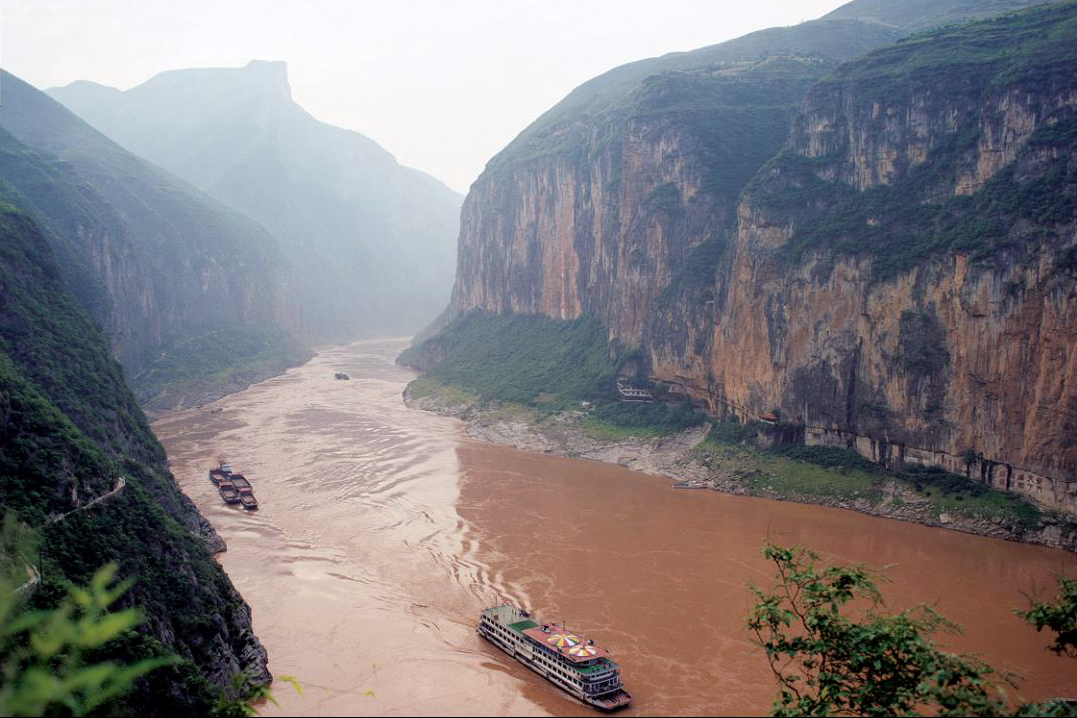
夔門（三峡ダム完成以前）

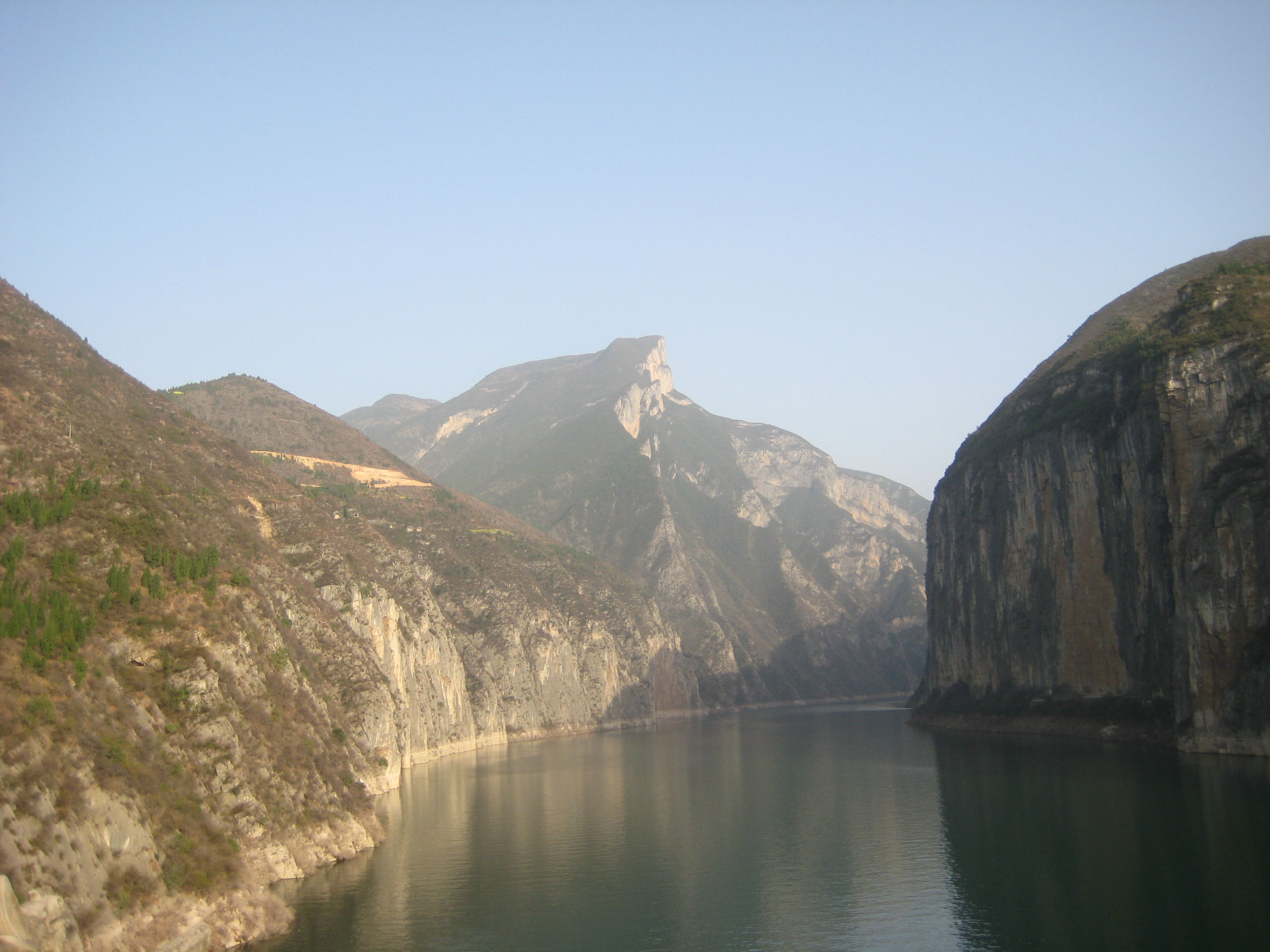
夔門（三峡ダム完成後、2009年）

孟良梯や倒吊和尚石の近くには多くの洞窟が開き、そこから垂れる水が鍾乳石を形成している。その中に10mほどの長さの鳳凰に似た岩があり、周囲の苔や竹はその羽毛のように見える。岩からは水が流れているが、この岩は「鳳凰泉」と呼ばれる。
川沿いには古く狭い桟道があるが、これは前漢から20世紀半ばまで維持されていたもので、もとは長江を下った船をもう一度上流に戻す際に、人足が縄で船を引きながら断崖沿いに歩くために作られた曳舟道である。桟道は高い位置に作られたため、ダムの建設により水位が上昇した今でも見ることができる。
その他の見どころには七道門、風箱峡、犀牛望月峰などがある。風箱峡は、北岸側の赤甲山の断崖に多数の穴が開いている場所で、洞窟の中には古代の少数民族が置いた棺があり、多数の副葬品が見つかっている。こうした、崖の上の穴の中に死者を葬る習慣は南中国各地にあったらしく、「懸棺」と呼ばれる。またこの付近の大溪では、紀元前5000年から紀元前3000年にかけての新石器時代の文化・大渓文化の遺跡が発見されている。